# (23880) Tongil
(23880) Tongil (1998 SG5) – planetoida z pasa głównego asteroid okrążająca Słońce w ciągu 4,37 lat w średniej odległości 2,67 j.a. Odkryta 18 września 1998 roku.